# Сергеев, Лев Александрович
Лев Александрович Сергеев (14 ноября 1906, Закаталы — 4 декабря 1994, Москва) — советский военный разведчик, глава резидентуры ГРУ в Вашингтоне в период с 1940 по 1946 год. Известен под оперативным псевдонимом «Мо́рис».

## Биография
Родился 14 ноября 1906 года в азербайджанской деревне Закаталы в семье военнослужащего. С детства работал расклейщиком объявлений в Махачкале, затем — посыльным в штабе 54-х пехотных командных курсов, позже — машинистом на гвоздильном заводе.
В 1929 году переехал в Москву, окончил годичные курсы военных санинструкторов.
В 1930—1931 годах — санинструктор 2-го артиллерийского полка в Баку.
В 1931—1933 годах — старшина учебной роты в Тбилиси.
В 1933—1936 годах — слушатель Орловской бронетанковой школы. В течение года проходил службу командиром танкового взвода в школе.
В разведке — с 1937 года. С апреля 1937 по июль 1938 года Сергеев находился в распоряжении Разведывательного управления РККА и выполнял отдельные поручения начальников. В августе 1938 года назначен секретарем Разведывательного управления.
В марте 1940 года прибыл в Вашингтон. Работал под прикрытием водителя советского военного атташе в США. Первоначальное задание Сергеева состояло в вербовке информаторов и агентов с целью пересылки их в Европу, в том числе в Германию. После начала Великой Отечественной войны Сергеев занялся созданием широкой резидентуры непосредственно в столице США (группа «Омега»).
В состав резидентуры Сергеева входили офицеры из американского министерства обороны, из одной разведывательной службы, важных комиссий и комитетов конгресса, а также из влиятельных организаций, которые занимались оценкой состояния и путей развития военно-политической обстановки в Европе, на Дальнем Востоке и в других регионах. Имена большинства из них не раскрыты до сих пор. Сергеев сообщал в Москву сведения, известные американскому правительству в отношении состояния немецких сил на восточном фронте, в отношении развитии позиции правительства США в отношении проблемы открытия второго фронта, о целях американской делегации на переговорах в Тегеране и по другим темам.
В 1943 году «Морис» направил в Москву 2401 секретный документ, 420 срочных донесений и завербовал одного источника ценных сведений. За 9 месяцев 1944 года «Омега» своими силами добыла 2420 ценных секретных документов и направила в Москву 305 ценных срочных донесений. Зимой 1945 года Сергееву стало известно о планировании переговоров Аллена Даллеса с Карлом Вольфом относительно сдачи американцам группы немецких войск в Италии, о чем он также сообщил в Москву. В общей сложности за всё время работы резидентура Сергеева передала в Москву более 20 тысяч листов секретных и совсекретных документов.
С января 1946 года — на службе в центральном аппарате ГРУ в Москве.
Скончался 4 декабря 1994 года. Похоронен в колумбарии Николо-Архангельского кладбища.